# Agdistis bifurcatus
Agdistis bifurcatus là một loài bướm đêm thuộc họ Pterophoridae. Nó được tìm thấy ở Cabo Verde, quần đảo Canaria, Maroc, Tunisia, quần đảo Selvagens, Tây Ban Nha và Bồ Đào Nha.
Ấu trùng ăn các loài Limonium, bao gồm Limonium ferulaceum.